# Клочко Арсеній Парфентійович
Арсе́ній Парфе́нтійович Клочко́ (1885, Верблюжка, Катеринославська губернія, Російська імперія — 1937, СРСР) — педагог, директор Одеського інституту професійної освіти.

## Біографія
Арсеній Парфентійович Клочко народився в 1885 році в селі Верблюжка Ново-Празького повіту Катеринославської губернії в селянській родині.
Закінчив духовне училище. В 1904—1917 роках вчителював в Одесі. Водночас був членом партії есерів.
У 1916 році склав іспит на атестат зрілості в 1-й Рішельєвській гімназії м. Одеси. Потім навчався у школі прапорщиків. В 1917—1920 роках навчався у Новоросійському університеті.
Член партії більшовиків у 1920—1933 роках. 
В 1921—1922 роках працював у сільгоспкооперації, в 1922—1923 роках — завідувачем губернського відділу політосвіти, в 1923—1925 роках — у губсільбуді, в 1925—1926 роках був політробітником.
В 1926—1930 роках навчався в аспірантурі Комуністичного університету у Харкові.
В 1930—1933 роках був останнім ректором Одеського інституту народної освіти та директором створеного на його базі Одеського інституту соціального виховання, керував кафедрою історії України.
В 1933—1934 роках після виключення з партії «за український націоналізм» працював інструктором комітету Червоного Хреста.
В 1934—1935 роках був професором робітничого факультету Московського інституту зв'язку.

### Кримінальне переслідування
У лютому 1935 року був заарештований у поїзді на станції Роздільна.
Рішенням Одеського обласного суду від 14 вересня 1935 року А. П. Клочко був засуджений до 10 років позбавлення волі з конфіскацією майна. Покарання відбував у Сибіру. За постановою трійки Управління НКВС по Новосибірській області від 8 грудня 1937 року засуджений до смертної кари.
Розстріляний 20 грудня 1937 року.

## Реабілітація
6 грудня 1957 року Президія Кемеровського обласного суду прийняла постанову про скасування рішення трійки УНКВС по Новосибірській області щодо розстрілу А. П. Клочко. 15 липня 1959 року Судова колегія з кримінальних справ Верховного Суду УРСР скасувала вирок Одеського обласного суду від 14 вересня 1935 року щодо А. П. Клочко та закрила карну справу, в якій не було доказано факт злочину. 29 серпня 1990 року рішенням бюро Одеського обласного комітету Компартії України А. П. Клочко було поновлено в партії.